# Cornappo
Le Cornappo (Cuarnap en frioulan ; Karnahta en slovène) est une rivière qui coule dans la région du Frioul-Vénétie Julienne, en Italie. C'est un affluent du Torre (en italien) ou Ter (en slovène) et donc un sous-affluent du fleuve Isonzo (en italien) ou Soča (en slovène).
Le Cornappo prend sa source dans les Préalpes Juliennes au pied du Gran Monte (en italien) ou Brinica (en slovène), des Monts du Zaulaca et du Pridolna, dans la localité homonyme de Cornappo (située dans la commune de Taipana) qui lui a donné son nom. Le Cornappo est un vigoureux torrent de montagne qui deviendra une rivière en sortant des gorges à la hauteur du Pont des Anges de Torlano. Il se jette dans la rivière Torre à hauteur de la bourgade de Nimis (à l'altitude de 178 mètres).
Le 8 octobre 2013 son cours s'est subitement interrompu à la hauteur de Nimis sous forme d'une perte, sans qu'une réponse satisfaisante puisse être donnée. Coulant sur une surface instable formée d'un flysch d'origine Paléocène et Éocène profondément modifiée par les importantes secousses dues aux séismes de 1976, il est possible que la rivière soit captée par des failles relatives à cette instabilité du terrain ou encore due à un phénomène d'origine karstique. Les estimations parlent d'une perte de 500 litres à la seconde. Cette situation est préoccupante pour les riverains qui exploitent les potentialités de cette rivière sous forme d'élevages piscicoles (truites), d'une petite centrale hydroélectrique, d'une station de dépuration et d'irrigations estivales destinées à l'agriculture.

## Principaux affluents du Cornappo
Rio Ta Sajauar

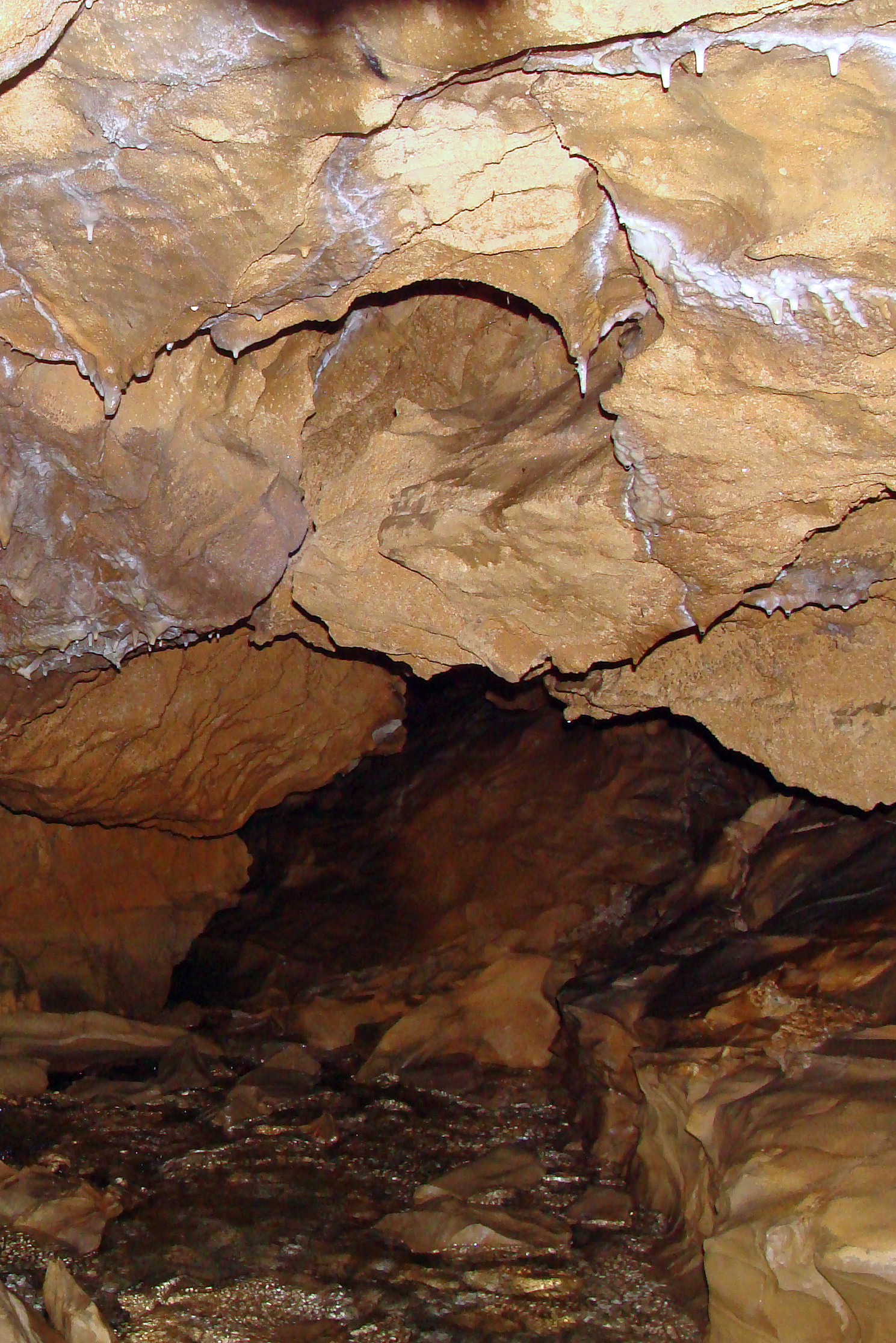
Résurgence de Pod Lanisce, située près de Monteaperta

Il prend sa source au pied de la Punta Lausciovizza.
Rio Slòcot
Il prend sa source au pied du Mont Brinizza.
Rio Unoe Patoze
En provenance de l'Órenvragnerop.
Rio di Monteaperta
Ses affluents principaux sont: rio Gleria, rio Ta Sabazaretàn. L'un des affluents du Rio di Monteaperta est une résurgence appelée Pod Lanisce. Elle se jette à l'altitude de 400 mètres, dans le Rio di Monteaperta. La grotte Pod Lanisce se présente comme une grotte semi-inondée avec un petit lac souterrain et des siphons. Sa longueur connue est de 1450 mètres.
Rio Valcalda
Ses principaux affluents sont: rio Dregna, rio Podrop, rio Ta Saràvanza, rio Ta Sausciàn.
Torrente Gorgons
Le débit de ce torrent est régulé par une digue qui forme un petit lac. Par un canal, il alimente en eau le petit lac formé par la digue de Debellis qui donne son eau à la centrale hydro-électrique de Torlano. L'un de ses affluents est le torrente Liescovaz en provenance de Taipana.
le ruisseau Roggia
Il se jette dans le Cornappo à hauteur de la digue de Debellis.
Rio Pre Oreach
(en provenance de Chialminis)
Rio Montana
(en provenance de Vallemontana)
Torrente Lagna
(en provanace de Cergneu). L'un de ses affluents est le Rio Maggiore qui prend source aux pieds du Mont Zaban et du Mont Ban.

## La digue de Debellis

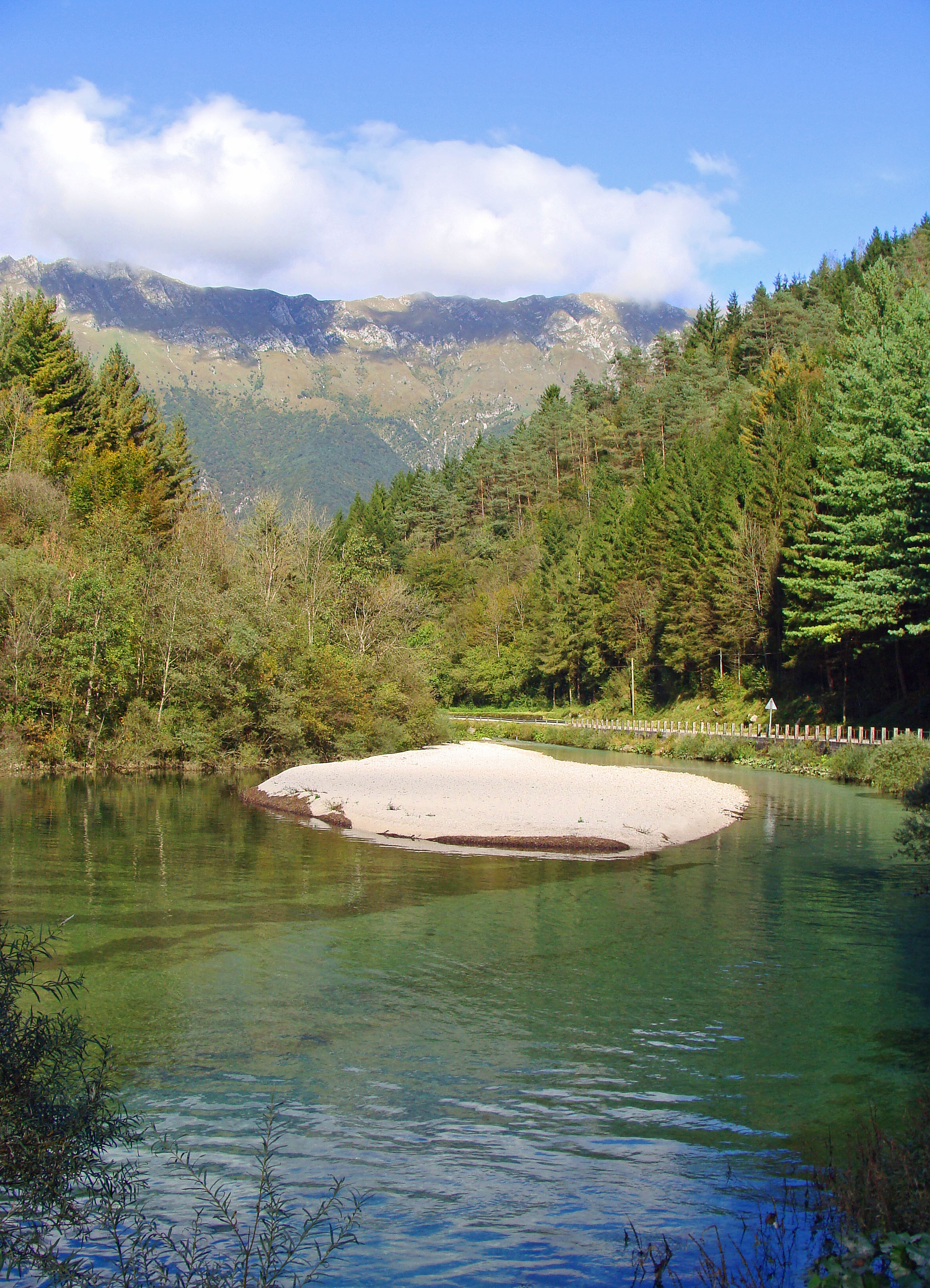
Le Cornappo à la hauteur de la digue de Debellis

Établie sur le Cornappo, cette digue d'une hauteur de 9 mètres et d'une longueur de 30 mètres, est à l'origine d'un petit lac. Par canal, il alimente en eau une petite centrale hydroélectrique située à Torlano et régularise le débit du torrent. Cette digue avait été construite en 1949 pour alimenter en eau les aciéries Bertoli d'Udine (Acciaierie Bertoli Safau S.p.A) au lendemain de la Seconde Guerre mondiale, puis la petite centrale hydroélectrique d'une puissance de 978,27 kW de Torlano (située à 5 kilomètres de la digue) pour le compte de cette même société. Actuellement cette centrale est exploitée par la société à responsabilité limitée Idroelettrica Torlano s.r.l. basée à Bassano del Grappa. La centrale est dotée de deux turbines de modèle Francis (turbine Francis) à axe horizontal et d'alternateurs de marque Ansaldo tous d'origine. Le système est doublé d'une Turbine Pelton à axe vertical d'ajout plus récent.

## La résurgence de Pre Oreach (Pre Oreak)

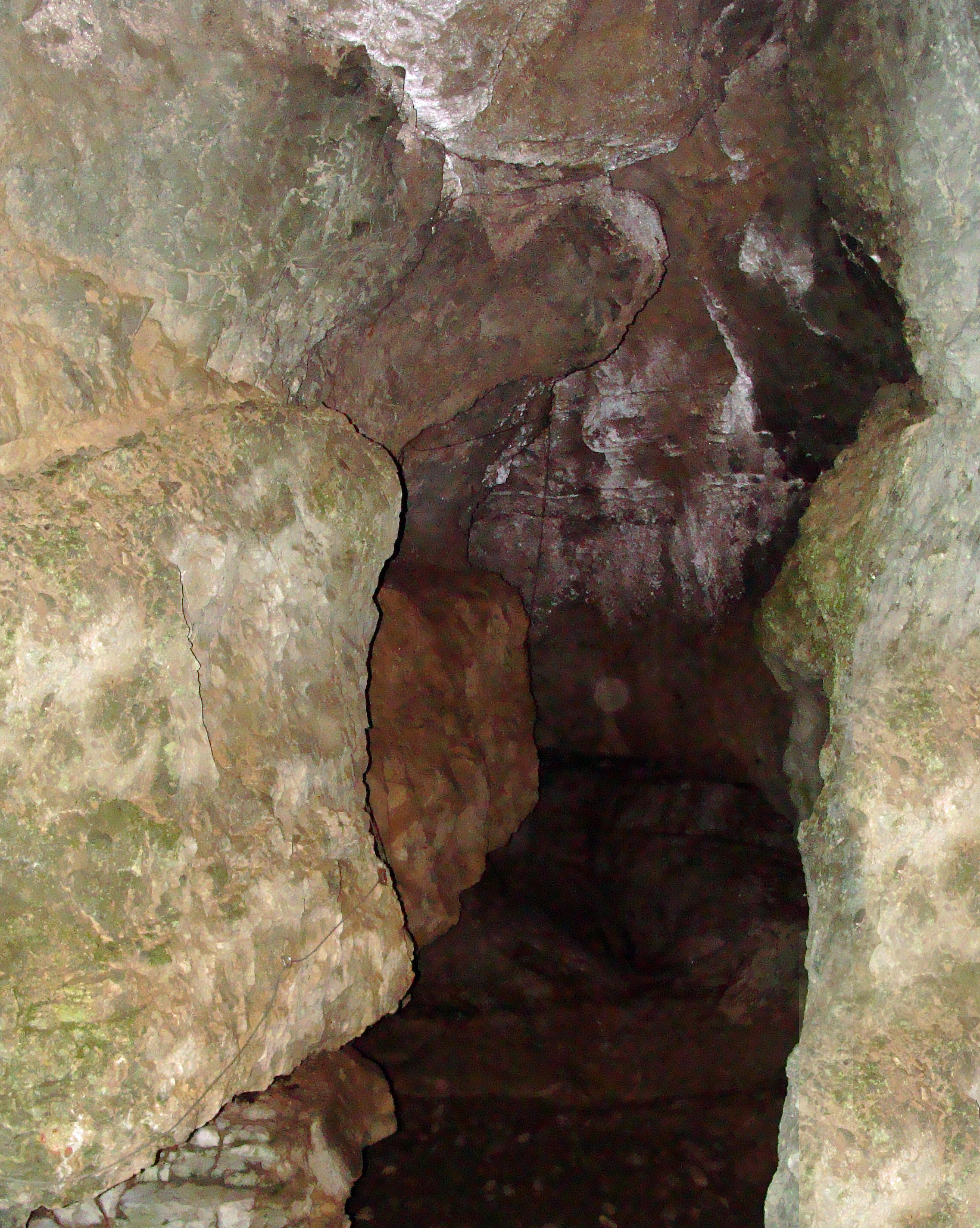
Abîme de Vigant, Borgo Vigant

Cette résurgence intermittente et peu active se jette directement dans le Cornappo à 293 mètres d'altitude. Elle est constituée d'un rameau issu du système des grottes de Vigant - Pre Oreach qui couvre une longueur connue de 1870 mètres. Son origine est l'abîme de Vigant situé près du Borgo Vigant (commune de Nimis), qui atteint une profondeur de 254 mètres.
L'abîme de Vigant a été exploré dès 1896 par le géographe Olinto Marinelli accompagné des spéléologue Marco Geiger et Girolamo Cussigh. Le système formé par les grottes de Vigant - Pre Oreach est connu depuis 1903 par les explorations d'Alfredo Lazzarini faites en compagnie des spéléologues Lino Antonini, Giuseppe Feruglio et Renzo Cosattini mais ce n'est qu'en 1965 que la jonction complète du système a pu être réalisée par Adalberto Kozel de la Commissione Grotte Eugenio Boegan (CGEB), groupe d'exploration spéléologique fondé en 1883 et faisant partie de la Società Alpina delle Giulie (société alpine des Alpes juliennes).

## Classement du site
Les gorges du Cornappo sont protégées et classées depuis le 25 avril 2013 : classement SIC IT3320016 "Forra del Cornappo" sous protection du Réseau Natura 2000 et site classé Aree di rilevante interesse ambientale A.R.I.A. N.11 "Forra del torrente Cornappo" de la région autonome du Frioul-Vénétie Julienne.

## Villes et villages traversés
Cornappo
(hameau de Taipana)
Ponte Sambo
(hameau de Taipana)
Debellis
(hameau de Taipana)
Torlano
(hameau de Nimis)
Nimis
(siège communal)
San Gervasio
(hameau de Nimis)

## Galerie photographique

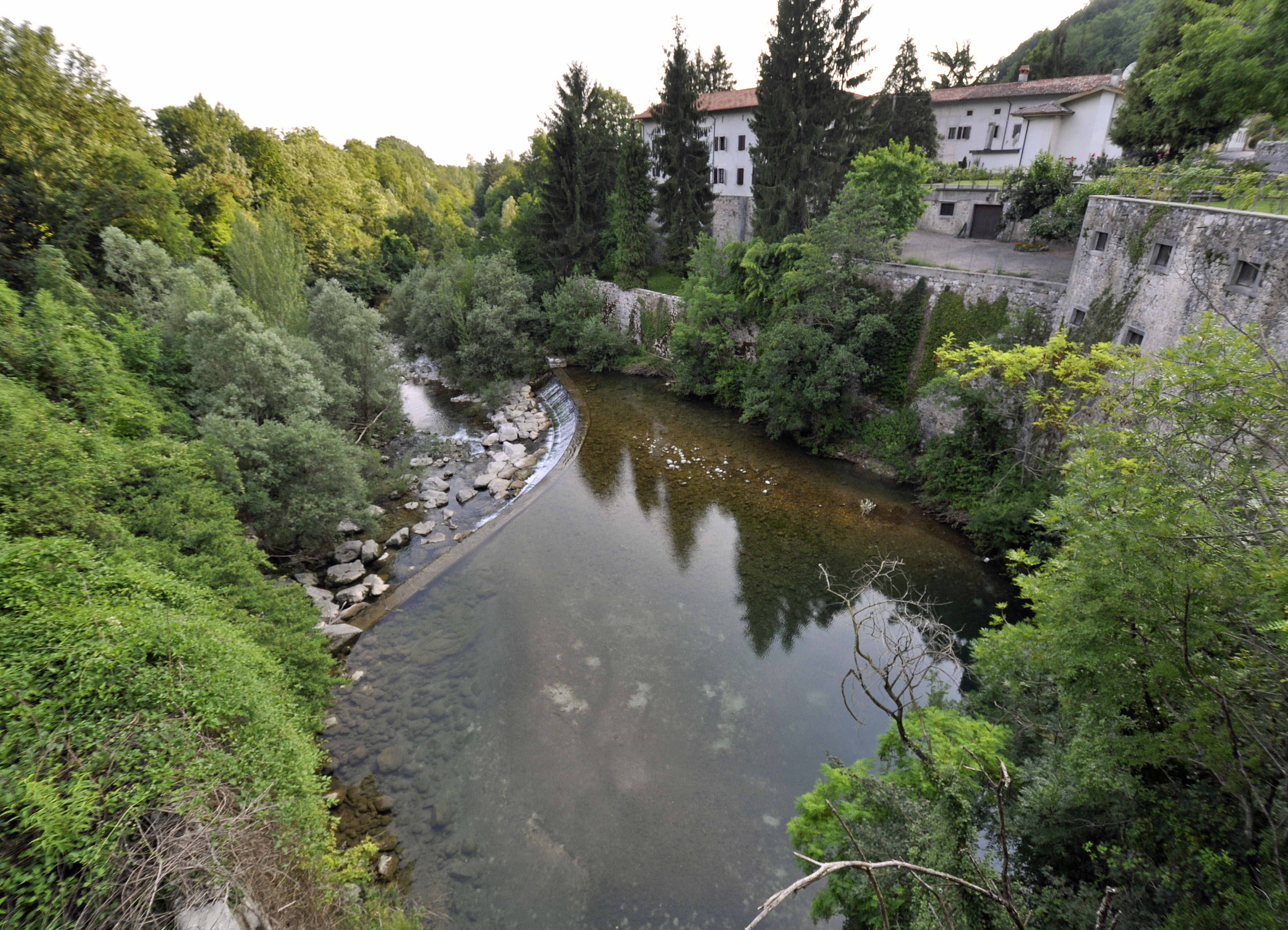
Le Cornappo à Torlano
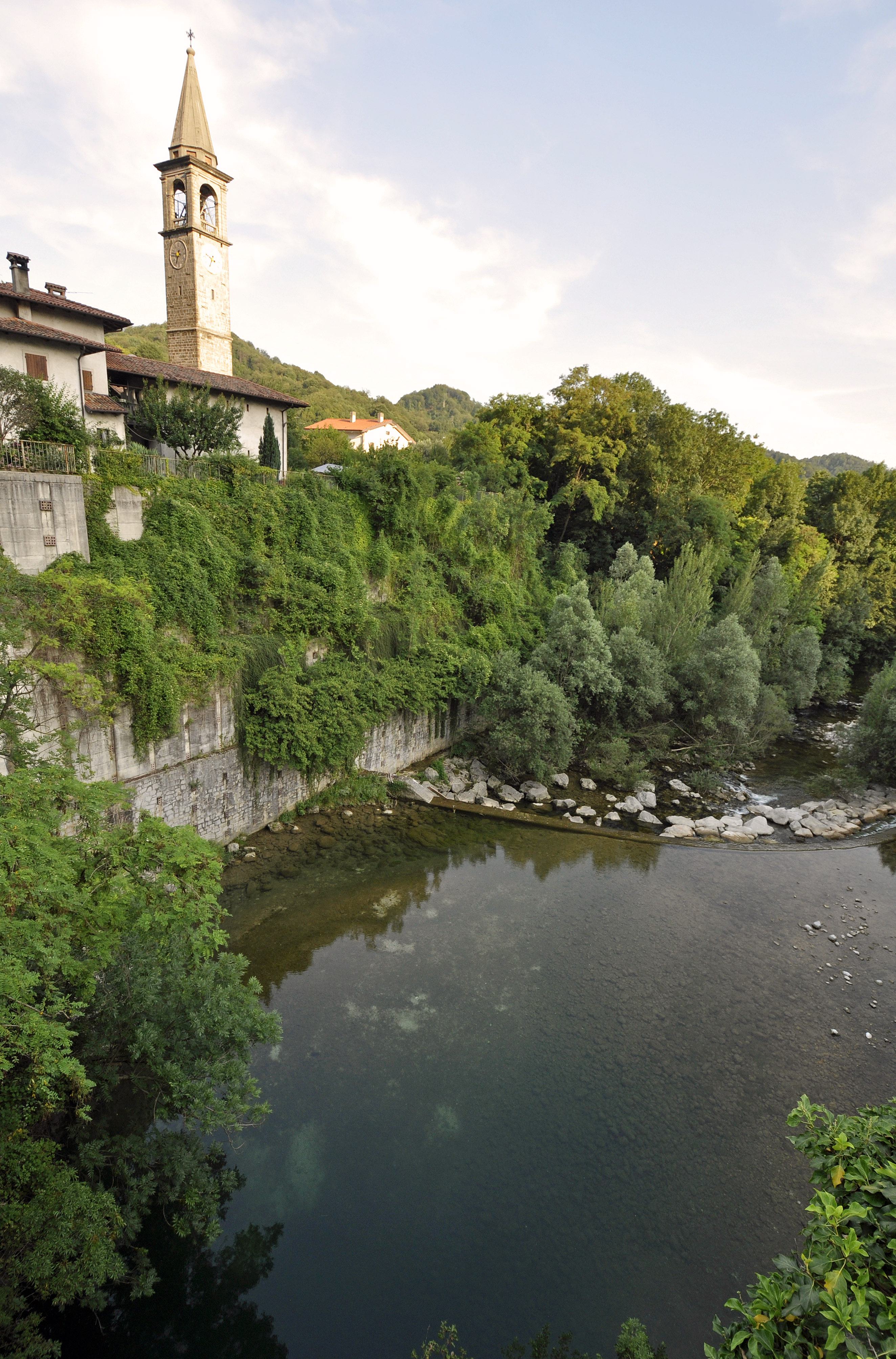
Le Cornappo vu du Ponte degli Angeli à Torlano